# 8276 Сіґей
8276 Сіґей (8276 Shigei) — астероїд головного поясу, відкритий 17 березня 1991 року.
Тіссеранів параметр щодо Юпітера — 3,518.
Названо на честь Сіґей (яп. しげい(重井) сіґей).